# 趙德勝

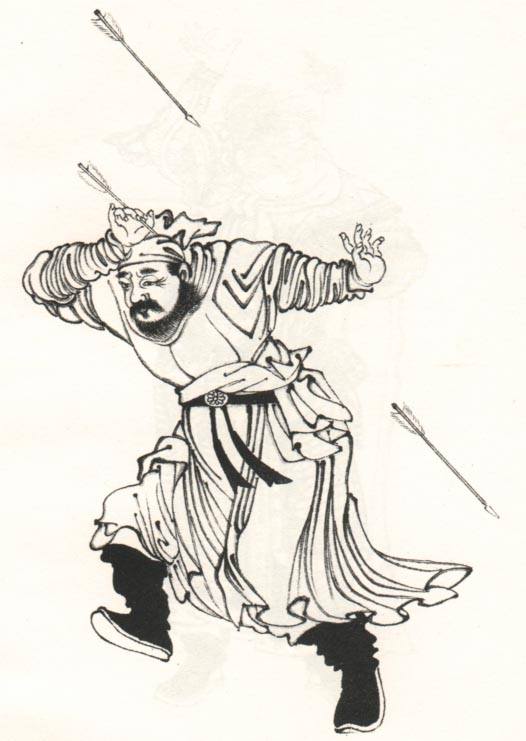
赵德胜

趙德勝（1325年—1363年），濠州人，元末明初军事将领。

## 生平
趙德勝早年为元朝义兵将领，后其归顺朱元璋，为帳前先鋒。后参与六合、和州、含山战役，后升任總管府先鋒。此后参与攻下太平、蕪湖、句容、溧水、溧陽等战役，跟随常遇春进攻採石。后跟从徐達取鎮江、广德。后屡经胜战，升任翼統軍元帥。后跟从朱元璋西征，攻破安庆水寨、九江、黃梅、廣濟、瑞昌、臨江、吉安、安慶、撫州、新淦、南昌等，升任江南行樞密院事。后攻破陈友谅围攻。后在指挥进攻时候，腰部中弩箭身亡。追封梁國公，諡武桓，列祀位居功臣廟，配享太廟。